# Мегарон

Схематичне зображення мегарону: 1) передпокій, 2) зала, 3) колони в залі та портику

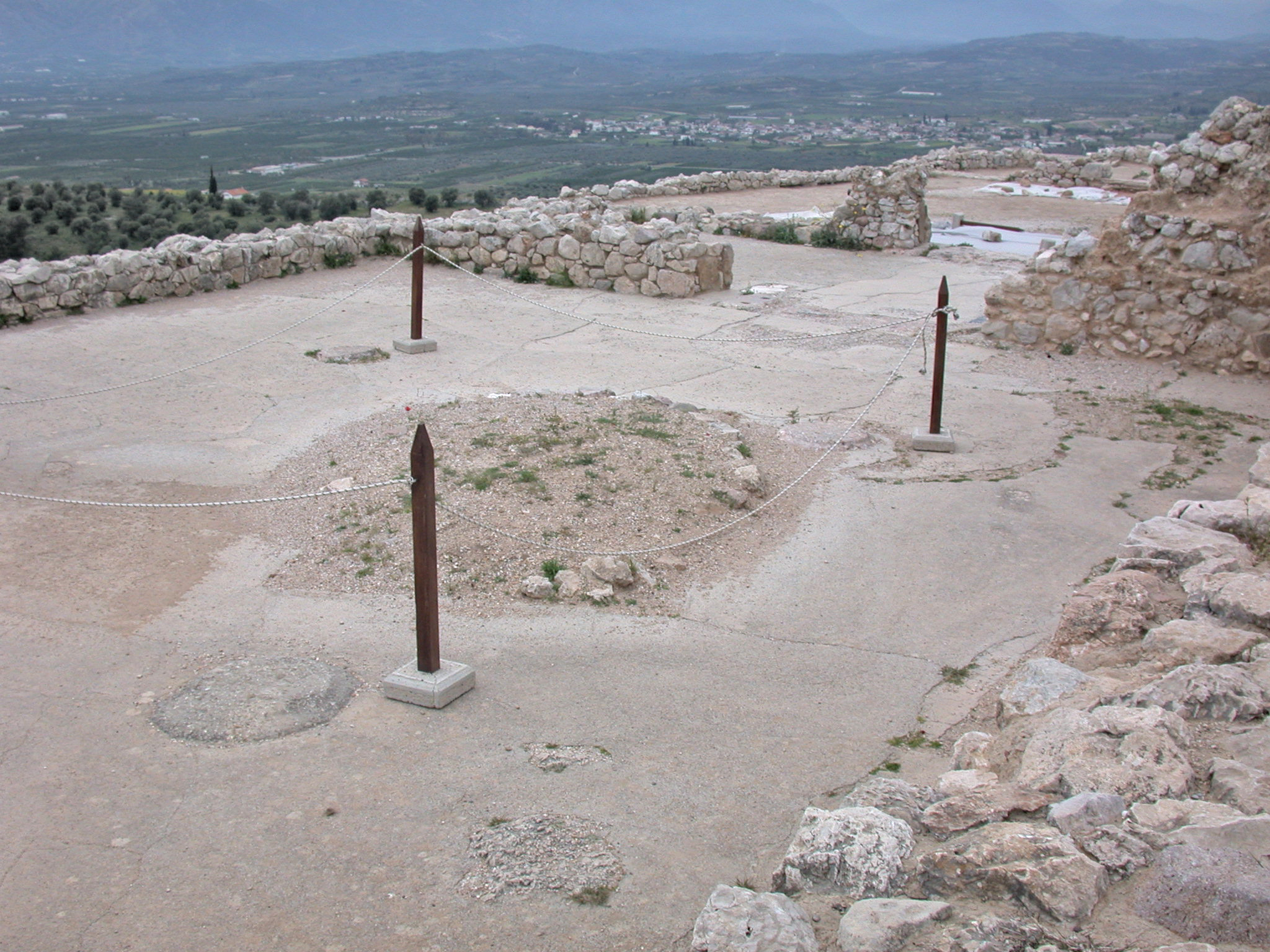
Руїни мегарону, Мікени

Мегарон (грец. μέγαρο — «велика зала») — тип найдавнішого грецького житла, який склався ще за доби егейської культури. Мегарон є прямокутною будівлею з портиком. Всередині зали облаштовувалось вогнище.
Мегарони знайдені в Трої, Тиринфі, Мікенах та інших прадавніх містах. Мегарон послужив прототипом храмів Давньої Греції гомерівської епохи.